# Godzilla, Mothra et King Ghidorah
Pour les articles homonymes, voir Godzilla.
Série Millenium
Godzilla X Megaguirus
(2000) Godzilla X Mechagodzilla
(2002)
Pour plus de détails, voir Fiche technique et Distribution.
Godzilla, Mothra et King Ghidorah (Gojira, Mosura, Kingu Gidorā: Daikaijū sōkōgeki) est un film japonais réalisé par Shūsuke Kaneko, sorti en 2001.
GMK est un des films les plus admirés de la franchise Godzilla.
Comme la plupart des films de l'ère Millenium, il est indépendant des autres.

## Synopsis
Godzilla, possédé par les esprits des personnes tuées dans les différents conflits du Pacifique, revient à la vie après sa mort en 1954 et attaque le Japon. Les humains, soucieux de le neutraliser, réveillent alors plusieurs créatures mythiques pour le vaincre : Baragon, Mothra, et même King Ghidorah.

## Fiche technique
- Titre français : Godzilla, Mothra et King Ghidorah
- Titre original : ゴジラ・モスラ・キングギドラ 大怪獣総攻撃 (Gojira, Mosura, Kingu Gidorā: Daikaijū sōkōgeki)
- Réalisation : Shūsuke Kaneko
- Scénario : Kei'ichi Hasegawa, Shūsuke Kaneko et Masahiro Yokotani
- Production : Hideyuki Honma et Shogo Tomiyama
- Musique : Akira Ifukube et Kō Ōtani
- Photographie : Kenji Takama
- Montage : Isao Tomita
- Pays d'origine : Japon
- Langue : Japonais
- Format : Couleurs - 2,35:1 - Dolby Digital - 35 mm
- Genre : Action, science-fiction et fantastique
- Durée : 105 minutes
- Dates de sortie : 3 novembre 2001 (festival international du film de Tokyo) - 15 décembre 2001 (Japon)

## Distribution
- Chiharu Nîyama : Yuri Tachibana (reporter de BS Digital Q)
- Ryudo Uzaki : Taizō Tachibana
- Masahiro Kobayashi : Teruaki Takeda
- Shirō Sano : Le patron de Yuri, Haruki Kadokura
- Takashi Nishina : AD Aki Maruo
- Kaho Minami : Capitaine Kumi Emori
- Shinya Owada : Lieutenant général Katsumasa Mikumo
- Kunio Murai : Secrétaire du QG des Forces japonaises d'autodéfense Masato Hinogaki
- Hiroyuki Watanabe : Yutaka Hirose
- Shingo Katsurayama : Major Tokihiko Kobayakawa
- Toshikazu Fukawa : Adjudant Miyashita
- Masahiko Tsugawa : Secrétaire du chef de cabinet
- Eisei Amamoto : Le prophète Hirotoshi Isayama
- Nobuaki Kakuda : Un officier
- Takafumi Matsuo : Un policier
- Kazuko Kato : Un instituteur
- Katsuo Nakamura : Un pêcheur
- Kōichi Ueda : Un villageois
- Yōichi Atsumi : Un homme dans la salle de bain de l'hôtel
- Yoshimasa Kondo : Témoin oculaire
- Kaoru Okunuki : Témoin oculaire
- Okina Hanasaka : Utilisateur du téléphérique
- Hinako Saeki : Utilisatrice du téléphérique
- Chiu Yan : Un hippie dans une rue de Yokohama
- Mizuho Yoshida : Godzilla / Témoin dans Yokohama (derrière les jumelles)
- Akira Ohashi : King Ghidorah / Un homme dans un bureau à Yaizu
- Rie ōta : Baragon / Une femme dans un bureau à Yaizu
- Tarō Ishida : Officier des forces japonaises d'autodéfense
- Tomoe Shinohara : Une adolescente à l'hôpital
- Kōichi Yamadera : Producteur TV

### Caméos
- Takehiro Murata : Pilote de chasse (acteur sur Godzilla vs Mothra, Godzilla vs Destroyer et Godzilla Millenium)
- Yukijirō Hotaru : Homme suicidaire (acteur sur Gamera 1, 2 et 3)
- Masaya Takahashi : Propriétaire de la boutique de vélos
- Masaaki Tezuka : Officier des forces japonaises d'autodéfense (réalisateur et scénariste sur plusieurs Mothra et Godzilla)
- Koichi Kawakita : Officier des forces japonaises d'autodéfense (effets spéciaux sur cinq Godzilla et deux Mothra)
- Mizuki Kanno : Soldat chargé des transmissions
- Ai Maeda : Jumelle à Yokohama (actrice sur Gamera 3)
- Aki Maeda : Jumelle à Yokohama (actrice sur Gamera 3)

## Autour du film
- Une mention est faite du film Godzilla de 1998, réalisé par Roland Emmerich, lorsqu'il est dit qu'un monstre semblable à Godzilla a attaqué New York quelques années plus tôt. Les Américains le considèrent comme Godzilla, mais pas les Japonais (traduisible par l'impopularité du film au Japon, car infidèle à l'œuvre originale).
- C'est l'unique film de la franchise où King Ghidorah apparaît comme un héros.
- C'est également la seule fois où Godzilla est vraiment méchant volontairement, bien qu'il apparaît dans d'autres films comme étant un antagoniste. La raison de ces deux choix où Godzilla et King Ghidorah "inversent" leur rôles n'est pas donnée, le film ne faisant jamais mention des autres films de la saga hormis celui de 1954, le situant ainsi dans sa propre continuité.
- L'intention initiale du réalisateur était d'utiliser d'autres monstres face à Godzilla, mais la Tōhō lui demanda plutôt de lui faire combattre des monstres plus populaires. Cela expliquerait que King Ghidorah soit ici représenté comme bienveillant[1].

## Récompenses
- Nomination au prix du meilleur casting lors des Chlotrudis Awards 2004.